# Deeringia arborescens
Deeringia arborescens là loài thực vật có hoa thuộc họ Dền. Loài này được (R.Br.) Druce mô tả khoa học đầu tiên năm 1917.